# Sainkhüügiin Ganbaatar
Sainkhüügiin Ganbaatar (tiếng Mông Cổ: Сайнхүүгийн Ганбаатар; sinh ngày 30 tháng 7 năm 1970) là một chính trị gia người Mông Cổ người từng là thành viên của Đại Khural Nhà nước từ năm 2012 đến năm 2016 và được Đảng Cách mạng Nhân dân Mông Cổ để cử cho chức Tổng thống Mông Cổ trong cuộc bầu cử năm 2017.